# SNK 68000 Based Hardware
SNK 68000 Based Hardware es una Placa de arcade creada por SNK destinada a los salones arcade.

## Descripción
El SNK 68000 Based Hardware fue lanzada por SNK en 1986.
El sistema tenía un procesador 68000, operando a una frecuencia de 10 MHz. Para el audio cuenta con un Z80 operando a 4 MHz y  2 chips de sonido: un YM3812 a 4 MHz y un UPD7759 a 640 kHz.
En esta placa funcionaron 4 títulos creados por SNK: Ikari III: The Rescue, P.O.W. Prisoners Of War / Datsugoku : Prisoners of War, SAR : Search And Rescue y Street Smart.

## Especificaciones técnicas

### Procesador
- 68000 trabajando a 10 MHz

### Audio
- Z80 trabajando a 4 MHz

Chips de sonido:
- YM3812 trabajando a 4 MHz
- UPD7759 trabajando a 640 kHz

## Lista de videojuegos
- Ikari III: The Rescue
- P.O.W. Prisoners Of War / Datsugoku : Prisoners of War
- SAR : Search And Rescue
- Street Smart